# Растислав Јовић
Растислав Јовић Кекец (Сурдулица, 28. август 1931 — Београд, 2. јануар 1997) био је српски глумац.

## Биографија
Рођен је 28. августа 1931. године у Сурдулици, а потом је живео и радио у Београду. Студирао је глуму на академији за позориште, филм, радио и телевизију у Београду. Био је сталан члан Југословенског драмског позоришта, а касније слободни уметник. Играо је више пројектних представа на другим сценама. Филмску каријеру отпочео је са 16 година, играјући главну улогу у филму Дечак Мита у режији Радоша Новаковића, код кога је играо скоро у сваком његовом наредном филму. Неки од њих су: "Песма са Кумбаре", "Далеко је сунце", "Ветар је пред зору стао", "Бекства". Запажене улоге остварио је у филмовима: Позоришна веза (главна улога), Циганка, Хасанагиница, Диверзанти, Осека, Знам, Узрок смрти не помињати, Девојачки мост, Двобој за јужну пругу, Опатица и комесар, Две ноћи у једном дану, Хајка и другим, као и у познатим ТВ серијама Капелски кресови и Отписани. Последњи филм који је снимио био је Бој на Косову.
Наступао је у првој представи Атељеа 212 "Чекајући Годоа".
Позоришне улоге: Рингилшпинђија ("Два цванцика", М. Глишића), Кумало ("Плачи вољена земљо", А. Патона), Морнар ("Ангела Колумбо", М. Крлеже), Ласи ("Мачка на усијаном лименом крову", Т. Вилијамса), Петер ("Хусари", О. Бреала), Младић ("Мајка храброст", Б. Брехта), ВИИИ ("Успомена на два понедељка", О. Милера), Леандр ("Породица Арлекин", К. Сантели)...
Преминуо је изненада у Београду, 2. јануара 1997. у 66. години.

## Улоге
|                   | 1950 ▼ | 1960 ▼ | 1970 ▼ | 1980 ▼ | Укупно |
| ----------------- | ------ | ------ | ------ | ------ | ------ |
| Дугометражни филм | 5      | 16     | 20     | 15     | 56     |
| ТВ филм           | 0      | 8      | 0      | 0      | 8      |
| ТВ серија         | 0      | 1      | 9      | 4      | 14     |
| ТВ мини серија    | 0      | 0      | 1      | 1      | 2      |
| ТВ кратки филм    | 0      | 0      | 0      | 1      | 1      |
| Кратки филм       | 0      | 0      | 0      | 1      | 1      |
| Укупно            | 5      | 25     | 30     | 22     | 82     |

| Год.       | Назив                                | Улога                                 |
| ---------- | ------------------------------------ | ------------------------------------- |
| 1950.-те ▲ |                                      |                                       |
| 1951.      | Дечак Мита                           | Мита-дечак                            |
| 1953.      | Далеко је сунце                      | Вуксан                                |
| 1953.      | Циганка                              | Стојан-син Хаџи Томе                  |
| 1955.      | Песма са Кумбаре                     |                                       |
| 1958.      | Ветар је стао пред зору              | Железничар                            |
| 1960.-те ▲ |                                      |                                       |
| 1960.      | Капо                                 | Затвореник                            |
| 1961.      | Лето је криво за све                 | Младић за шанком                      |
| 1962.      | Чудна девојка                        |                                       |
| 1962.      | Сектор Д                             |                                       |
| 1963.      | Две ноћи у једном дану               | Телеграфиста                          |
| 1963.      | 20000 за трошак                      |                                       |
| 1964.      | Пет вечери                           |                                       |
| 1965.      | Шнајдерски калфа                     |                                       |
| 1965.      | Довољно је ћутати                    |                                       |
| 1965.      | Непријатељ                           |                                       |
| 1964—1966. | Код судије за прекршаје (серија)     |                                       |
| 1966.      | Рој                                  | Ђак                                   |
| 1966.      | Глинени голуб                        | Миња                                  |
| 1967.      | Празник                              | Мајоров војник који мучи коња         |
| 1967.      | Оптимистичка трагедија               |                                       |
| 1967.      | Хасанагиница                         | Мурат                                 |
| 1967.      | Диверзанти                           | Иван                                  |
| 1967.      | 104 стране о љубави                  |                                       |
| 1968.      | Опатица и комесар                    | Рањеник без ноге (као Ратислав Јовић) |
| 1968.      | Узрок смрти не помињати              | Снајпериста                           |
| 1968.      | Бекства                              | Јернеј                                |
| 1969.      | Заседа                               | Одборник у белом мантилу              |
| 1969.      | Низводно од Сунца                    |                                       |
| 1969.      | Осека                                |                                       |
| 1969.      | Закопајте мртве                      |                                       |
| 1970.-те ▲ |                                      |                                       |
| 1971.      | Опклада                              |                                       |
| 1971.      | Леваци (серија)                      | Милиционер                            |
| 1971.      | Моја луда глава                      |                                       |
| 1971.      | Овчар                                | Чобан                                 |
| 1971.      | Клопка за генерала                   |                                       |
| 1972.      | Звезде су очи ратника                | Немачки војник                        |
| 1972.      | И Бог створи кафанску певачицу       |                                       |
| 1972.      | Девето чудо на истоку                | Полицајац                             |
| 1972.      | Валтер брани Сарајево                | Полицијски агент                      |
| 1973.      | Камионџије (серија)                  | Чиновник                              |
| 1973.      | Сутјеска                             | Ловре-митраљезац                      |
| 1973.      | Со                                   | Кисели                                |
| 1973.      | Опасни сусрети                       |                                       |
| 1974.      | Валтер брани Сарајево (серија)       |                                       |
| 1974.      | Дервиш и смрт                        |                                       |
| 1975.      | Наивко                               | Живан                                 |
| 1975.      | Доктор Младен                        | Енвер                                 |
| 1975.      | Отписани (серија)                    | Цибе                                  |
| 1975.      | Ђавоље мердевине (серија)            |                                       |
| 1976.      | Девојачки мост                       | Курт                                  |
| 1975—1976. | Капелски кресови (серија)            | Жути                                  |
| 1976.      | Врхови Зеленгоре                     | Ханс                                  |
| 1977.      | Марија (серија)                      | Наредник Тауберт                      |
| 1977.      | Више од игре (серија)                |                                       |
| 1977.      | Хајка                                | Паско                                 |
| 1978.      | Двобој за јужну пругу                | Роберт                                |
| 1978.      | Трен                                 | Немачки војник на коњу                |
| 1978.      | Размена                              |                                       |
| 1979.      | Радио Вихор зове Анђелију            |                                       |
| 1980.-те ▲ |                                      |                                       |
| 1980.      | Трен (серија)                        | Немачки војник                        |
| 1980.      | Позоришна веза                       | Зиги                                  |
| 1980.      | Снови, живот, смрт Филипа Филиповића |                                       |
| 1981.      | Лов у мутном                         | Јордан                                |
| 1981.      | Кумови                               |                                       |
| 1981.      | Газија                               | Шарац                                 |
| 1982.      | Последњи чин (серија)                | Котарац                               |
| 1982.      | Идемо даље                           | Војник са штаком                      |
| 1982.      | Венеријанска раја                    |                                       |
| 1983.      | Хало такси                           | Инспектор                             |
| 1983.      | Игмански марш                        | Митја                                 |
| 1983.      | Велики транспорт                     |                                       |
| 1983.      | Иди ми дођи ми                       | Бобин колега                          |
| 1983.      | Задах тела                           |                                       |
| 1983.      | Још овај пут                         |                                       |
| 1984.      | Камионџије 2 (серија)                | Службеник суда                        |
| 1984.      | Крај рата                            | Доктор                                |
| 1984.      | Бањица (серија)                      | Доктор Пијаде                         |
| 1984.      | Грозница љубави                      |                                       |
| 1985.      | Држање за ваздух                     |                                       |
| 1988.      | Вук Караџић (серија)                 | Стојан Симић                          |
| 1989.      | Бој на Косову                        | Слуга Милутин                         |